# Nicolò Sagredo

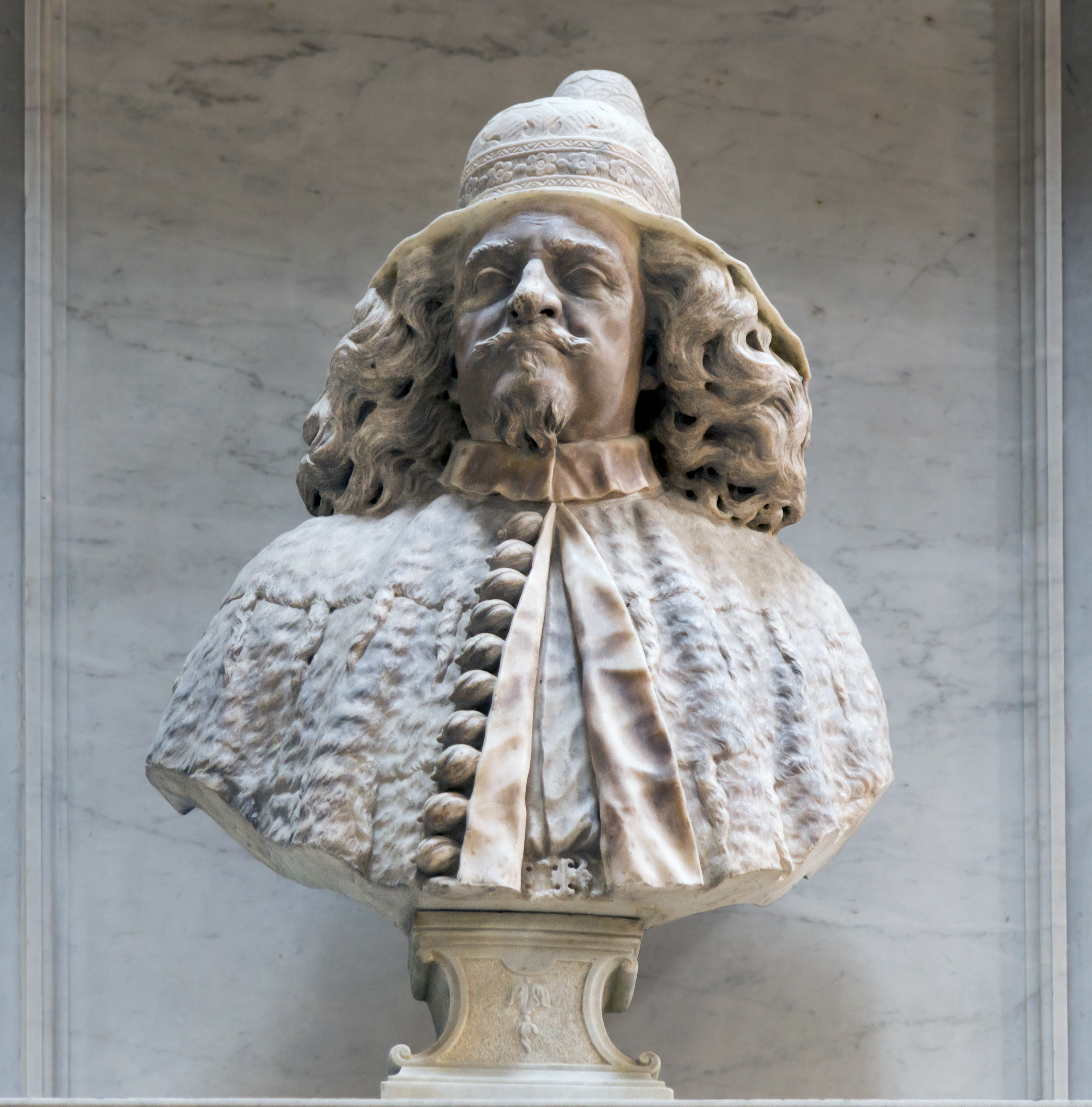
Giovanni Gai: Niccolò Sadredo

Nicolò Sagredo (ur. 18 grudnia 1606  – zm. 14 sierpnia 1676) – doża wenecki od 1675 roku.